# Ossago Lodigiano
Ossago Lodigiano (Usàgh in dialetto lodigiano) è un comune italiano di 1 413 abitanti della provincia di Lodi in Lombardia.

## Storia
In età napoleonica (1809-16) al comune di Ossago furono aggregate Brusada, Ceppeda e Grazzano, ridivenute autonome con la costituzione del Regno Lombardo-Veneto. Brusada e Grazzano furono poi aggregate definitivamente nel 1841.
Dopo l'Unità d'Italia venne aggregato anche il comune di Ceppeda, nel 1866.

## Società

### Evoluzione demografica
Abitanti censiti

### Etnie e minoranze straniere
Al 31 dicembre 2008 gli stranieri residenti nel comune di Ossago Lodigiano in totale sono 121, pari all'8,36% della popolazione. Tra le nazionalità più rappresentate troviamo:
| Paese   | Popolazione (2008) |
| ------- | ------------------ |
| Egitto  | 30                 |
| Romania | 24                 |
| India   | 17                 |
| Albania | 14                 |
| Serbia  | 10                 |

## Geografia antropica
Il territorio comunale comprende, oltre al capoluogo, le cascine Bertoline, Birga, Bordonazza, Bruseda, Ceppeda, de Negri, Grazzano, Isabella, Pezzino, Quacciona, San Callisto e Scappadina.

## Economia
Nel territorio comunale è presente la fabbrica dove viene prodotto il formaggio Camoscio d'oro.

## Amministrazione
Segue un elenco delle amministrazioni locali.
| Periodo | Periodo   | Primo cittadino           | Partito                       | Carica  | Note |
| ------- | --------- | ------------------------- | ----------------------------- | ------- | ---- |
| 1945    | 1960      | Giulio Granata            |                               | Sindaco |      |
| 1960    | 1969      | Antonia Maddalena Stroppa |                               | Sindaco |      |
| 1969    | 1970      | Stefano Sommariva         |                               | Sindaco |      |
| 1970    | 1975      | Romeo Arcaini             |                               | Sindaco |      |
| 1975    | 1995      | Luigi Granata             | Partito Comunista Italiano    | Sindaco |      |
| 1995    | 2004      | Mauro Paganini            |                               | Sindaco |      |
| 2004    | 2014      | Angelo Taravella          | lista civica (centrosinistra) | Sindaco |      |
| 2014    | in carica | Luigi Granata             | lista civica                  | Sindaco |      |